# Gończy z Nivernais
Gończy z Nivernais – rasa psa, należąca do grupy psów gończych, i posokowców, zaklasyfikowana do sekcji psów gończych. Podlega próbom pracy.

## Rys historyczny
Griffon nivernijski pochodzi od dawnych celtyckich psów gończych „Ségusiens”, które były używane do polowań przez Galów w okresie podboju Galii. Następnie psy te były krzyżowane z psami sprowadzonymi z wypraw krzyżowych przez Świętego Ludwika, a z krzyżówek tych otrzymano Szare psy św. Ludwika – „Chiens Gris de Saint Louis”, uważane dzisiaj za bezpośrednich przodków griffona nivernijskiego. Były one duże, szybkie i wytrwałe, trudne w dyscyplinie, i zajadłe. Szary pies św. Ludwika używany przede wszystkim do polowań na dziki i wilki był bardzo popularny przez 200 lat aż do panowania Ludwika XI, lecz został opuszczony na korzyść białych psów królewskich – „Chien Blanc”. Jednak niektórzy hodowcy z Nivernais nadal trzymali te psy, aż do czasu rewolucji francuskiej, gdy wydawało się, że rasa zniknęła. Sto lat później ostatni przedstawiciele szarych psów były prawdopodobnie krzyżowane z Griffons de Bresse. Pod koniec XIX i na początku XX wieku Griffon Nivernais otrzymał krew Foxhounda i Vendéen poprawiając swoją wielkość i prędkość. Mieszańce Vendéen z Nivernais zwłaszcza krzyżowane z Psem Świętego Huberta dały początek rasie Otterhound, którą ponownie wykorzystano dla griffona nivernijskiego.

## Wygląd
Pysk długi i szeroki, długie uszy, zbliżone kształtem do stożka.
Szata jest długa, twarda i szorstka w dotyku, sprawia wrażenie „rozczochranej”.
Umaszczenie jest najczęściej szare lub płowe, może być też złote.

## Zachowanie i charakter
Niektóre cechy jego charakteru są zrozumiałe przez styl w jakim poluje. Jest to pies dość uparty, zajadły, niezależny i trudny do dużego, grupowego polowania. Wielokrotnie dowiódł swojego sprytu i zaangażowania przez co może być swobodnie używany w małych grupach. Ma ogromną siłę przebicia, jest odporny na trudne warunki pogodowe i terenowe. Wykorzystywany do polowania na dziki, gdzie ryzyko wzbudza jego agresję. Może być trudny do poskromienia w młodym wieku, ale są to psy inteligentne, ich bezgraniczna pasja do polowania w połączeniu z silnym charakterem wymaga zdecydowanego, spokojnego zachowania.

## Użytkowość
Pies przeznaczony przede wszystkim do polowania na dziki.